# Logistikregiment 4
Das Logistikregiment 4 (LogRgt 4) ist eine militärische Dienststelle der Streitkräftebasis der Bundeswehr in der Mainfranken-Kaserne in Volkach (Bayern, Unterfranken). Es ist dem Logistikkommando der Bundeswehr in Erfurt unterstellt. Das Regiment ist mit der Führung von vier Logistikbataillonen beauftragt, die im südlichen Teil Deutschlands stationiert sind. Zu seinen weiteren Aufträgen gehört die logistische Unterstützung von Truppenteilen der Bundeswehr im Einsatz.

## Gliederung
Das Logistikregiment 4 gliedert sich in den Regiments-Stab, eine Stabskompanie und die unterstellten Bataillone.
Dem Regiment sind folgende Logistikbataillone unterstellt:

## Logistikbataillon 461
Logistikbataillon 461 (LogBtl 461) in Walldürn:
- Insgesamt fünf Kompanien

## Logistikbataillon 467
Logistikbataillon 467 „Mainfranken“ (LogBtl 467) in Volkach (Mainfranken-Kaserne)- schweres Logistikbataillon
- Stabs- und Versorgungskompanie
- Schwere Nachschubkompanie
- Schwere Instandsetzungskompanie
- Schwere Transportkompanie
- Luftumschlagkompanie
- Grundausbildungskompanie

## Logistikbataillon 471
Logistikbataillon 471 (LogBtl 471), derzeit in Oerbke (Landkreis Heidekreis), geplant in Bernsdorf (Oberlausitz) im Landkreis Bautzen

## Logistikbataillon 472
Logistikbataillon 472 (LogBtl 472) in Kümmersbruck:
- Stabs- und Versorgungskompanie
- Transportkompanie
- Nachschubkompanie
- Instandsetzungskompanie
- Umschlagkompanie
- Umschlagkompanie (Ergänzungstruppenteil)

## Geschichte
Das LogRgt 4 wurde im Rahmen eines feierlichen Appells am 12. Oktober 2023 durch den Kommandeur der mobilen Logistiktruppen, Herrn Oberst Alexander Heinze, durch die Überreichung der Truppenfahne in Dienst gestellt.

## Führung
| Nr. | Name                  | Beginn der Amtszeit | Ende der Amtszeit |
| --- | --------------------- | ------------------- | ----------------- |
| 1   | Oberst Matthias Kampf | 12. Oktober 2023    |                   |